# Comité Olímpico de Zimbabue
El Comité Olímpico de Zimbabue (código COI: ZIM) es el Comité Olímpico Nacional que representa a Zimbabue. Fue creado en 1934 y reconocido por el COI en 1980.
Zimbabue hizo su debut en los Juegos Olímpicos de Verano de 1980 celebrados en Moscú, Unión Soviética. Anteriormente, había competido como Rodesia y se le prohibió su participación por un corto período en la década de 1970. Después de que el país obtuvo su independencia, reformó su comité olímpico.

## Presidentes del Comité
- Actualmente – el señor Admira Masenda